# 아시아의 지리

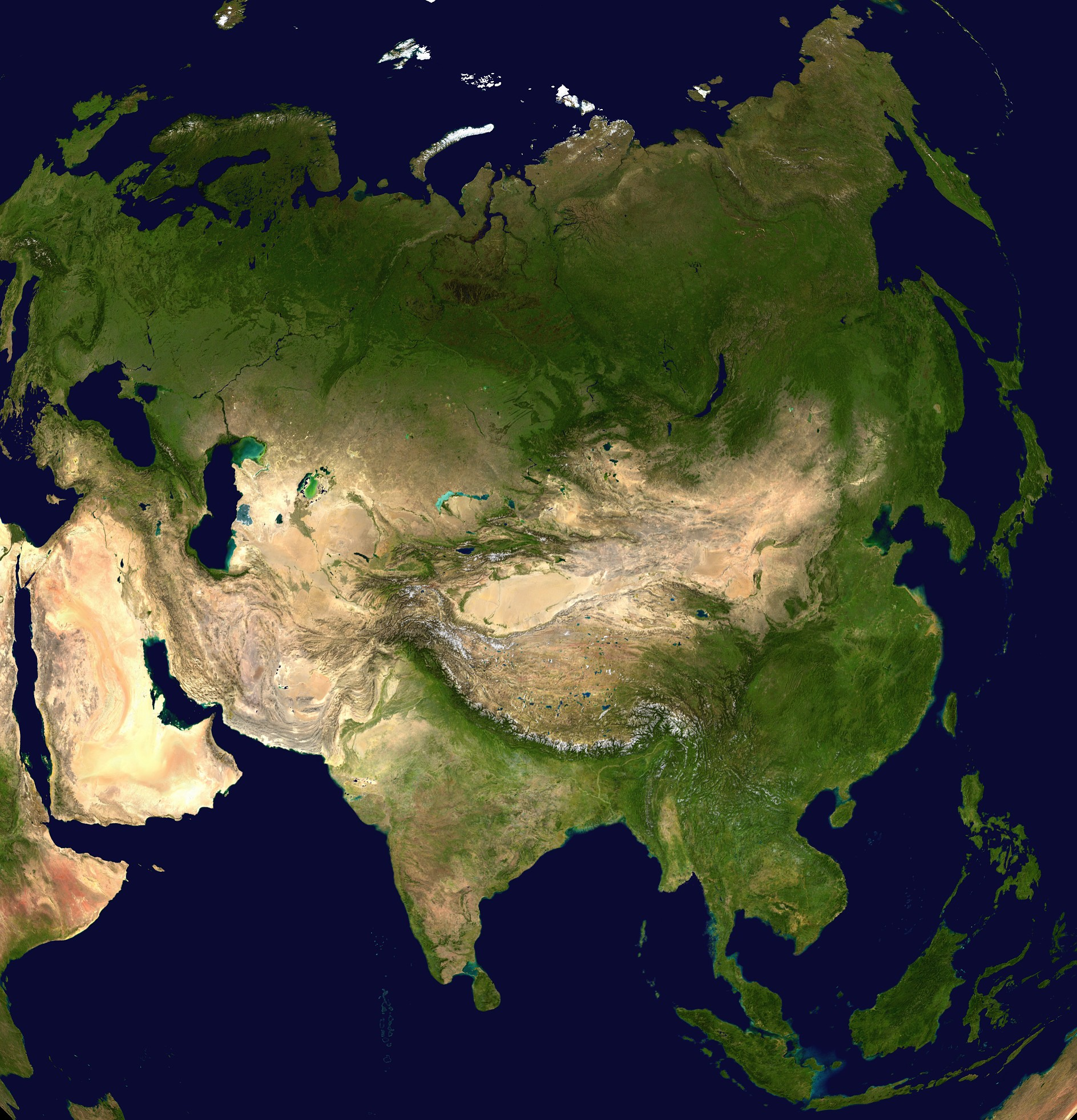
아시아의 위성 뷰

아시아의 지리는 대략 50개 국가로 구성되는 유라시아의 중부, 동부 지역인 아시아를 분류하는 지리적 개념을 다룬다.
아시아(Asia)의 어원은 앗시리아어 ‘Acu (해뜨는 나라의 뜻)’에서 유래되어 ‘Ereb (해지는 나라)’에서 유래된 유럽(Europe)의 동쪽을 뜻한다. 오늘날의 아시아와 그 서쪽 대륙과의 경계는 대체로 우랄 산맥－카스피해－카프카스 산맥－흑해－보스포루스 해협－에게해－수에즈 지협부－홍해를 통하는 선으로 보고 있다. 그러나 이같은 자연경계는 문화적·인문적 면으로 보아 여러 가지 무리한 점이 많다. 우랄산맥 동쪽의 소련 영토 및 수에즈 종족의 이집트 영토를 제외한 그 나머지 부분을 아시아로 보는 견해가 옳다. 아시아는 북아시아·중앙아시아·동아시아·동남아시아·남아시아·서아시아의 6지역으로 분류되는 것이 보통이나, 이들 지역은 지형·기후 등 풍토적 조건이 다종다양하다. 이에 아시아는 한랭 아시아·건조 아시아·습윤 아시아 등 3개의 풍토대(風土帶)로 구분한다. 그리고 이들의 풍토적 조건에 따라 한랭 아시아에서는 수렵생활형이, 건조 아시아에는 유목생활형과 오아시스 생활형이, 또 습윤 아시아에는 농경생활형 및 해양생활형(연해부와 도서부)이 형성되었다. 그리고 인문·자연의 양조건을 발판으로 해서 아시아는 다음의 4대문화권으로 나누어 고찰할 수 있다. ① 중국을 중심으로 한 남아시아 농경문화권 ② 인도를 중심으로 한 남아시아 농경문화권 ③ 북아시아 유목문화권 ④ 이란이나 이슬람의 문화가 지배적이었던 서아시아·오아시스 문화권이다.크게 나누면 아시아는 동아시아 문화권(중국 및 인도)과 서아시아 문화권(메소포타미아)의 2문화권으로 나뉘며, 종교적으로는 불교세계 및 이슬람 세계가 된다. 그러나 고대 중세를 뛰어넘어(15 16세기) 이후 유럽 여러 나라의 아시아에 대한 침입이 시작된 이후 18세기 후반까지 아시아의 많은 나라들이 식민지화되고, 또 산업자본주의 시대에서 제국주의시대가 되면서 아시아의 식민지화는 완료되었다. 이것으로 아시아의 사회적·경제적 발전은 정체되고, 아시아에는 위대한 고대문명은 있었으나, 발전이 뒤진 후진지역이라는 인식을 널리 심어주기에 이르렀다.이와 같은 아시아상(像)의 한 반영은, 예를 들면 극동·중동·근동이라는 호칭이다. 극동은 거의 동북 아시아를, 중동은 거의 서아시아를, 근동은 발칸 반도 제국(諸國)과 터키를 각각 가리키나, 이것은 영국을 기점으로 한 호칭으로 영국의 식민지주의적·제국주의적인 입장을 반영한다. 그러나 제2차 세계대전 후의 식민지의 독립, 민족해방운동의 전진과 함께 식민지 아시아의 이미지는 변모되고, 아시아는 발전도상의 제3세계라는 유력한 구성부분으로서 세계정치·경제무대에 등장하기에 이르렀다.

## 지리적 구분
소아시아 반도의 서북안(岸)에서 파미르 고원, 히말라야 산맥, 대싱안링 산맥, 홋카이도 북부에 걸치는 선을 중심으로 그 북쪽을 비(非)아시아적인 아시아로 구분할 수 있다. 비아시아적인 아시아는 오랫동안 몽골의 정복하에 있었으나, 그 뒤 그리스도교, 마르크스주의 등 외래문화가 큰 저항 없이 받아들여진 지역인가 하면, 아시아적 아시아인 초승달 지역은 오랫동안 독자적인 문화가 발달하여 왔고 근래에는 표면상 유럽문화의 영향을 받았어도 그 근본은 유럽화되지 않은 지역이다. 후자는 또한 생계의 기초를 주로 농업에 의존하고 기계문명보다는 토착의 농업문화가 지배적인 대인구 집단을 형성하고 있으며, 공통된 목표로 민족통일·생활향상·정치적 자유 등을 내걸고 있다.아시아적 아시아지역은 다시 다음의 4개 지역으로 구분될 수 있다.① 이슬람교·유목(遊牧)·오아시스농(農)·건조기후로 대명사화할 수 있고, 유라시아와 아프리카 등 3대륙의 십자로에 있는 서남부 아시아, ② 종교적으로는 다양성을 보이고 있으나, 고래로 인도라는 뚜렷한 이미지 속에 싸여 있는 인도지방 또는 남부 아시아, ③ 강력한 양대(兩大) 농업문화권인 중국·인도의 영향을 오랫동안 받아왔고, 많은 도서와 반도로 구성된 해양적인 성격이 강한 동남아시아, ④ 한자(漢字)로써 대표되는 중국 기원(起源)의 문화와 유교·불교적인 사상이 생활의 근저에 뿌리박고 있는 동부아시아로 구분할 수 있다.

## 지형

### 북부 저지
대부분의 지역이 오비·예니세이·레나강 등의 하천분지 지역으로 형성되는 대평원으로, 대유럽평원과는 낮은 우랄산맥으로 분리된다. 한편 그 서남부는 아랄해로 배수되는 내륙수계(內陸水系) 지역을 형성하여, 북극해로 배수되는 3대강 분지 지역과 구분된다.북부의 3대강은 강의 길이에 비하여 경사가 몹시 완만하고, 결빙기간이 길어 그 이용도가 낮을 뿐 아니라 해빙기가 가까워지면 상류로부터 내려온 물이 흐르지 못하여 대평원이 혼지화(混地化)하는 경우가 많다.

### 중부 고지
무수한 신기습곡산계(新期褶曲山系)와 이들 산계가 둘러싸고 있는 고원·분지들로 형성된다. 이들 무수한 산계들은, 세계의 지붕이라 일컫는 파미르 고원을 중심으로 살펴보면, 북부저지가 있는 방향을 제외하고 모든 방향을 향하여 뻗고 있다. 파미르 고원의 서쪽은 2대산계로 나뉘며, 그 첫째는 파미르 고원에서 서남으로 슐라이만 산맥－코토르 산맥－페르시안만을 따른 마라칸 산맥－자그로스 산맥을 이루고, 그 둘째는 파미르 고원에서 서쪽으로 달려 힌두쿠시 산맥－엘부르즈 산맥을 이룬다. 이들 2대산계는 아르메니아 고원에서 다시 만났다가 소아시아 반도 서쪽의 폰틱 산맥, 남쪽의 타우루스 산맥으로 갈라져 알프스 조산대로 연결된다. 2대산계가 파미르 고원에서 분리되었다가 아르메니아 고원에서 다시 만나기까지의 중간에 이루어진 넓은 지역은 대이란 고원을 형성한다. 한편, 힌두쿠시 산맥의 서쪽 한 갈래는 카스피해를 넘어 카프카스 산맥을 이룬다. 파미르 고원의 동쪽은 대체로 다음과 같은 산계를 중심으로 한 지역으로 나뉜다.

### 남동부 고지
파미르 고원에서 남동으로 뻗은 카라코람, 트란스 히말라야 등 세계 최대 최고의 험준한 산맥들이 북서에서 남동으로 달려, 인도반도 지역과는 높은 자연 장벽을 이루고 있다. 트란스 히말라야 산맥과 남쪽의 히말라야 산맥 사이를 동류하는 대종곡(大縱谷)이 창포강이다. 또한 히말라야 대습곡 산맥의 동쪽 끝은 나가·아라칸 산지를 이루며 미얀마를 지나 안다만·니코바르 제도－수마트라－자바－티모르로 연결되는 대산계를 이루고 끝난다. 남동부 고지의 이들 산계는 제3기의 선신세(鮮新世) 이래 현재에 이르는 융기 운동에 의하여 형성된 것으로 믿는 학설이 유력시된다. 다시 파미르 고원에서 동쪽으로 바로 뻗은 쿤룬·알틴·아스틴 산맥과 히말라야 산맥 사이에는 평균 고도 4,000
5,000m 나 되는 세계 최대의 티벳 고원이 있다. 이 고원은 남서에서 북동으로 경사진 세계 최고의 고원으로 우량은 적은데 증발량은 많아 산지사막이 널리 분포되며, 이들 사막 중에 많은 호소(湖沼)가 발달하여 동부 및 남부 아시아의 큰 강들의 원류지역을 이룬다. 티벳 고원의 북단을 이루는 쿤룬·아스틴·알틴 등 산맥과 그 북쪽의 톈산 산맥 사이에는 표식적(標式的) 내륙분지인 타림분지가 전개된다. 동서 1,400km 남북 500km에 이르는 분지의 중앙부는 타클라마칸 사막을 이룬다. 분지를 둘러싸고 있는 산맥들의 고도는 6,000
7,000m 에 달하나, 분지는 500
1,500m 에 달하여 산지로부터 수많은 하천들이 분지로 흘러 선상지를 형성하고 이들 중 큰 하천은 다시 타림강을 이루고 분지를 돌아 동부의 로브노르호로 유입된다. 유명한 ‘비단길’이란 바로 이 선상지 오아시스를 지나는 길이다.

### 서부 고지
파미르 고원에서 콜리아 산맥에 이르는 지역으로 파미르 고원과 중앙시베리아 탁상지(卓狀地)간에는 톈산·알타이·자얀 등의 산맥이 있고, 그 사이에는 중가르·투르판 등의 분지가 있다. 이들 산지와 분지들은 심한 부조화 관계를 이루는데 이는 선신세(鮮新世) 이후의 지배사적(地背斜的) 융기 및 습곡산맥의 구조적인 회춘(回春)을 뜻하며, 특히 톈산 산맥에서 잘 나타나고 있다. 세계 최심(－1,741m)의 구조호(構造湖) 바이칼호 남방엔 사얀·알타이·난산·인산·대싱안링 등의 산맥으로 둘러싸인 광대한 몽골고원이 있다. 이 고원은 대체로 완만한 파장을 형성하며, 그 중에는 드문드문 몽골어로 타라(搭拉)라 불리는 凸지가 있으며, 새로운 퇴적물(堆積物)로 덮여 저평지를 이루어 이를 고비(?壁)라 부르며, 고원의 중앙부를 고비사막이라 함도 이에서 유래된다. 한편 4기 이후의 융기작용에 의해 형성된 야블로노이·콜리마·코리야크·베르호얀스크·스타노보이 등 산맥이 바이칼 주향과 사얀 주향을 따라 달리고 있다. 중부고지의 동부지역은 시호테 산맥에서 송코이강에 이르는 낮은 산지 및 평지를 포함하는 지역으로, 몽골고원의 동부에서 대싱안링 산맥이, 동해에 연하며 시호테·창바이산맥(長白山脈)이 각각 바이칼 주향으로 달리고 있다. 이들 산계간에는 랴오허·쑹화·아무르 등의 강을 중심으로 낮은 평지가 이루어져 소위 만주평야가 전개된다. 한편, 중국 동부는 북쪽에 쿤룬 산맥의 지맥인 알틴·난상의 양산맥이 있고, 이에서 동으로 뻗으면 웨이수이강과 양쯔강 사이에 친링·푸뉴 등의 산맥이 있어 화북(華北)과 화중(華中)의 경계를 이룬다.남쪽의 센샤링·우이·난링 등의 산맥은 화중과 하남의 경계를 이룬다. 이렇게 해서 중국 동부는 3지형구(地形區)로 구분된다. 즉, 화북은 황하유역을 중심으로, 화중은 양쯔강 유역을 중심으로, 화남은 주장강(珠江) 유역을 중심으로 각각 전개된다.

### 아라비아 반도
아라비아 고원부와 그 동북의 메소포타미아 평원부로 구성된다. 아라비아 고원은 남서에서 동북으로 기울어진 탁상지로, 그 기초는 곤드와나랜드(Gondwana Land)를 형성한 고대 육괴(陸塊)와 이를 덮고 있는 새로운 암층으로 되어 있으며, 북쪽은 네푸드 사막, 남쪽은 룹앨할티 사막으로 덮여 있다. 한편 메소포타미아 평원은 넓은 충적평야로 그 가운데로 티그리스·유프라테스강이 흘러 페르시아만으로 주입된다.

### 인도 아대륙
인도 아대륙 또는 인도 반도는 북쪽의 대장벽을 이루는 히말라야·슐라이만·아라칸·나가 등의 산지 지역, 갠지스강과 인더스강 유역과 양강 상류의 펀자브 지방을 포함한 북부대평원지역, 3각상(三角狀)의 반도부 등 3대 지형으로 구분할 수 있다. 북부의 산지지역은 오랫동안 인도지역을 다른 세계와 차단해 온 자연의 대장벽일 뿐 아니라 기후에도 절대적인 영향을 미치고 있으며, 다만 예부터 카이버를 비롯한 많은 영(嶺)을 통해 외부와 연락되어 왔다. 인더스·갠지스 양대강 유역은 넓은 충적평원으로, 퇴적층의 두께는 몹시 두꺼워 해면하 1,000ft 이상인 지역도 많다. 또한 3각상의 반도부는 대체로 서남에서 동북으로 경사져 있으며, 고대 육괴의 화강·편마암층과 용암으로 된 현무암의 데칸고원을 중심으로 서쪽은 서고츠, 동쪽은 동고츠 산맥이 각각 해안을 따라 달리고 있다. 북부의 평원과는 삿푸라 산지가 장벽을 이루어 민족과 문화의 전반에 중요한 역할을 하여 왔다.

### 아나톨리아
북부는 폰투스 산맥, 남부에는 토로스 산맥이 각각 아르메니아 고원에서 서쪽으로 흑해와 지중해에 연하여 달리고, 그 중앙부를 아나톨리아 고원이라 부른다. 이 고원의 서부는 차차 낮아져 좁은 해안 저지를 이루고에게 해로 깊은 입강(入江)을 발달시킨다.

### 인도차이나 반도
아시아 대륙의 동남부에 자리잡고, 그 끝은 길고 좁은 말레이 반도가 ‘손’형으로 뻗고 있다. 제3기에 형성된 나가·아라칸산지와 중생대·고생대에 형성된 도우나·인도지나산지 등이 북에서 남으로 달리고, 그 사이에 이라와디·샐위인·메남·메콩 등의 하천이 남류하여 그 지역에 넓은 충적평야를 전개시켜 이 지역의 생활 중심을 이룬다.

### 동북부의 여러 반도
산둥·랴오둥·한·추코트·타이미르 등 여러 반도는 고생대·중생대 이전에 된 것으로, 그 뒤 새로운 융기가 이루어진 지역들인데 대체로 산지가 많고 퇴적층이 적다.
다만 캄차카 반도만은 제3기에 형성된 것이다.

### 도서부
아시아의 동부 및 남부 해역에는 대체로 고생대와 그 뒤의 새로운 지층으로 된 많은 열도가 있다. 그 형이 호상(弧狀)을 이룬다 하여 호상열도(弧狀列島：Festoon Is)라 한다. 이들 열도는 환태평양 조산대의 서반부를 이루어 화산활동이 잦고, 대체로 아시아대륙 중심부를 향하여 굽어지고 태평양·인도양 쪽으로 볼록부면을 보인다. 일본 열도·필리핀 열도의 동쪽 사면은 깊은 해구(海溝)를 이루어서, 해구저(海溝底)와 열도상의 산정의 높이를 비교하면 수만 미터에 달하니, 해수가 없다면 세계 최고·최대의 산지(山地)가 형성될 것이다.

## 같이 보기
- 북아시아
- 동아시아
- 동남아시아
- 중앙아시아
- 남아시아
- 서아시아